# Glenea carneipes
Glenea carneipes är en skalbaggsart som beskrevs av Louis Alexandre Auguste Chevrolat 1855. Glenea carneipes ingår i släktet Glenea och familjen långhorningar. Inga underarter finns listade i Catalogue of Life.